# Natalia Maliszewska
Natalia Maliszewska (Białystok, 16 settembre 1995) è una pattinatrice di short track polacca.

## Biografia
È sorella maggiore di Patrycja Maliszewska, anche lei pattinatrice di short track speed di caratura internazionale.
Ha rappresentato la Polonia ai Giochi olimpici invernali di Pyeongchang 2018, dove si è classificata undicesima nei 500 metri.
Si è qualificata all'Olimpiade di Pechino 2022. Non appena giunta in Cina è risultata positiva al COVID-19.

## Palmarès
- Mondiali

Montréal 2018: argento nei 500 m;
Pechino 2025: argento nella staffetta 3000 m, bronzo nei 500 m e nella staffetta mista 2000 m;
- Europei

Malmö 2013: bronzo nella staffetta 3000 m;
Dordrecht 2019: oro nei 500 m;
Debrecen 2020: bronzo nei 500 m;
Danzica 2021: argento nei 500 m;
Danzica 2023: argento nei 500 m;
Dresda 2025: bronzo nella staffetta 3000 m e nella staffetta mista 2000 m;